# 高橋史子
高橋 史子（たかはし ふみこ、1970年1月20日 - ）は、日本の女優。兵庫県芦屋市出身。大阪芸術大学中退。富良野塾9期生。
大阪芸術大学在学中に倉本聰が主宰する富良野塾の存在を知り、大学を中退して入塾（9期生）。卒塾後は富良野を拠点に女優として活動する。
1996年には富良野在住の富良野塾OBを中心に劇団OREを結成した。

## 出演歴

### 舞台
・ニングル
・今日、悲別で…
・屋根
・地球、光りなさい！

### テレビドラマ
NHK
- 玩具（おもちゃ）の神様

フジテレビ
- 優しい時間 － 耳田笑子 役
- 拝啓、父上様 － 松子 役
- Dr.コトー診療所 － 山下春江 役
- Dr.コトー診療所2006 － 山下春江 役

UHB
- ノースポイント「ファームサイドソング」